# Spettacolare (singolo Maninni)
Spettacolare è un singolo del cantautore italiano Maninni, pubblicato il 7 febbraio 2024 come quarto estratto dal primo album in studio Spettacolare.
Il brano è stato presentato in gara durante la 74ª edizione del Festival di Sanremo, dove si è classificato al ventiseiesimo posto al termine della kermesse musicale.

## Descrizione
Il brano, scritto dallo stesso cantautore con Giovanni Pollex, Maria Francesca Xefteris e Roberto William Guglielmi, è prodotto da Enrico Brun e Marco Paganelli.

## Video musicale
Il video musicale, diretto da Cristiano Pedrocco, è stato pubblicato in concomitanza all'uscita del brano attraverso il canale YouTube del cantautore.

## Tracce
Testi e musiche di Alessio Mininni, Giovanni Pollex, Maria Francesca Xefteris e Roberto William Guglielmi.
1. Spettacolare – 2:53

## Classifiche
| Classifica (2024) | Posizione massima |
| ----------------- | ----------------- |
| Italia            | 33                |